# Toi teens!?
toi teens!?（トイ・ティーンズ）は、女子高生を中心として結成されたゴスペルクワイアユニットである。2004年10月24日結成、2006年にトイズファクトリーよりデビューしたが、2008年元旦に行われたストリートライブを締めに解散した。

## メンバー
- Ayano（1988年11月19日 - ）- ボーカル
- しょうこ（ソプラノ）
- ララ（ソプラノ）
- なぁ（ソプラノ）
- はるか（ソプラノ）
- まっこ（ソプラノ）- 大阪メンバー
- あやか（ソプラノ）- 大阪メンバー
- いくみ（ソプラノ）
- なつ（アルト）
- きのこ（アルト）
- みさ（アルト）
- さとしず（テナー）
- ゆりか（テナー）
- なな（テナー）

## ディスコグラフィー

### ミニアルバム
- ともだち（2006年2月22日）
  1. THIS LITTLE LIGHT OFF MINE ～@Shibuya Boxx 2005.10.09
  2. You Can't Hurry Love
  3. 約束
  4. toi song for you
  5. ともだち（映画「水に棲む花」エンディングテーマ）
  6. 卒業(平成17年度ヴァージョン)
  7. OH HAPPY DAY

### アルバム
- Joyful Joyful（2007年1月24日）
  1. This little light off mine
  2. Joyful Joyful
  3. SEASONS OF LOVE
  4. 会いたいよ。
  5. いちばん大事なもの
  6. そんな優しさも今は…
  7. Lalala
  8. ごめんね。
  9. Remember forever
  10. Daydream Believer
  11. Memories...etc

### その他
- 「SEASONS OF LOVE (English ver)」
iTunes Music Store限定配信。ミュージカル「RENT」主題歌
- 69★TRIBEコンピレーションアルバム「KING OF 69★TRIBE」

## 出演

### テレビ番組
- 69★TRIBE

### ラジオ番組
レギュラー
- Oh! Happy Day! (bayFM)
- toi teens!?の東京ナビゲーター (TBSラジオ)